# Петър Барбалов
Петър Дончев Барбалов е български инженер, генерал-майор.

## Биография
Петър Барбалов е роден на 28 август 1935 г. в търновското село Джулюница. От 1949 г. е член на ДСНМ. Завършва техникум в Горна Оряховица през 1954 г. От 1952 до 1954 г. е член на ОК на ДСНМ в Горна Оряховица. От декември 1954 г. е кандидат-член на БКП, а от 1957 г. и член. Започва работа в ТПК „Автопобеда“. През 1955 г. се записва да учи в ВМЕИ. Завършва през 1961 г. като инженер по двигатели с вътрешно горене. Същата година влиза в системата на МВР като младши разузнавач към техническото управление на Държавна сигурност. В дейността му влизат тайно проникване в посолства и представителства на чужди държави в България. От 1961 до 1963 г. е началник на група, а след това до 1967 е началник на отделение. От 1967 до 1969 г. е началник на отдел. В периода 3 декември 1969 – 1 октомври 1971 г. е началник на Научно-техническото управление на МВР. От 1 октомври 1971 г. е заместник-началник на IV управление на ДС. На 2 февруари 1973 г. е заместник-началник на управление, той и началник на отдел във Второ главно управление на ДС. В периода 19 ноември 1976 – 9 март 1981 г. е началник на отдел (от 13 декември 1977 и със запазена длъжност заместник-началник на управление) във Второ главно управление. На 10 април 1990 г. е назначен за началник на служба СОТИ-МВР. На 1 септември 1991 г. е уволнен от служба поради пенсиониране. На 17 април 1986 г. е награден с орден „Народна република България“, I степен за принос във Възродителния процес. Има още два ордена „Народна република България“, III и I степен.  Бил е заместник-началник на Второ главно управление на ДС – контраразузнаване. Умира на 4 октомври 2017 г.

## Звания
- лейтенант от ДС – 30 юни 1961
- старши лейтенант от ДС – 1 ноември 1962 (предсрочно)
- капитан от ДС – 14 януари 1963 (предсрочно)
- майор от ДС – 31 август 1965 (предсрочно)
- подполковник от ДС – 3 януари 1969 (предсрочно)
- полковник от ДС – 2 септември 1979 (редовно)
- генерал-майор от ДС – 7 септември 1982